# QQ Sweeper
QQ Sweeper (QQ スイーパー?, Kyūkyū Suīpā) è un manga scritto e disegnato da Kyōsuke Motomi. Esso è stato pubblicato sulla rivista Bessatsu Shōjo Comic dal 13 marzo 2014 al 13 maggio 2015 per un totale di 15 capitoli raccolti poi in tre volumi. L'edizione italiana è stata distribuita dalla Flashbook, che ne ha pubblicato i volumi nel corso del 2016.
Un seguito, intitolato Queen's Quality (クイーンズ・クオリティ?, Kuīnzu Kuoriti), curato dal medesimo autore, è stato pubblicato sempre su Bessatsu Shōjo Comic dal 13 luglio 2015. La serie è entrata nel climax nell'ottobre 2024 e si è conclusa l'11 aprile 2025. L'edizione italiana viene distribuita da Star Comics a partire dal 4 gennaio 2019.

## Trama
Fumi Nishioka è una misteriosa ragazza apparentemente sola al mondo che, in seguito a degli strani avvenimenti, si ritroverà a vivere con il suo bellissimo compagno di scuola Kyutaro Horikita, il direttore scolastico Kitagawa e la nonna del ragazzo, Miyako Horikita. Kyutaro fa parte del comitato per la pulizia della scuola ed ha una vera e propria fissa per il pulito, egli infatti è un "Ripulitore" ed ha il compito di ripulire lo sporco dell'animo delle persone. Sarà proprio Fumi a diventare la sua apprendista vivendo mille avventure e purificando molti animi.
Col passare del tempo la distanza iniziale fra i due ragazzi diminuisce ma la ragazza nasconde un segreto che ha paura di confessare in quanto convinta che questo possa far allontanare Kyutaro e tutti i membri della sua nuova famiglia se provasse a confidarsi con loro.

## Personaggi
Fumi Nishioka (西岡 文?, Nishioka Fumi)
La protagonista femminile del manga, Fumi è una ragazza eccentrica, sfacciata, con il desiderio di sposare un uomo ricco che la mantenga. È orfana di entrambi i genitori e l'ultimo parente che le rimaneva e che si prendeva cura di lei scappò di casa una notte senza più far ritorno; per questo motivo decide di trasferirsi in una nuova scuola e di cercare una sistemazione, ma soprattutto un ragazzo ricco. Incontra Kyutaro nell'edificio della vecchia scuola - dove si era sistemata per la notte - e il ragazzo la rimprovera dicendole di non poter vivere in quella struttura. Quando Fumi ritorna in quell'edificio per raccogliere le sue cose e andarsene sente alcune lamentele provenienti da Sakaguchi (un suo compagno di classe di cui vuole la diventare la fidanzata in quanto il ragazzo viene da una famiglia ricca) attraversa una strana porta e finisce così nel suo animo. Scoperto che qualcuno di "normale" ha varcato la soglia dell'animo del compagno, Kyotaro si precipita per salvare Fumi. L'animo di S infatti è pieno di insetti altamente letali che lo sporcano costantemente con brutti sentimenti e solo un Ripulitore può accedere a quella porta.
Il ragazzo trova Fumi che sta per essere attaccata da un insetto e, salvandola, viene ferito dalla creatura maligna. Sarà proprio la ragazza a salvarlo abbattendo l'insetto con un potente pugno. Dopo l'avvenimento Kyutaro e Kitagawa sono impressionati dalla forza della ragazza e dal fatto che pur essendo entrata in contatto con l'essere non sia ferita, al contrario del Ripulitore che, in seguito alla ferita, è steso a letto in pessime condizioni. Dopo una prova che Fumi supera grazie all'aiuto di Kyutaro, viene assunta come apprendista Ripulitrice e vivrà con lui -che chiamerà maestro- sua nonna ed il responsabile scolastico. Andando avanti nella storia lei e Kyutaro si avvicineranno sempre di più ma lei non ammetterà subito i sentimenti d'amore che prova nei confronti del suo "maestro di pulizie" perché consapevole del fatto che lui è innamorato da dieci anni della stessa ragazza. Solo più avanti scoprirà di essere proprio lei "Fuyu-chan" che Kyutaro ama da dieci lunghi anni. Inoltre fino al secondo volume ha paura di raccontare della sua maledizione ai membri della sua nuova famiglia perché teme che in questo modo possano allontanarla come hanno fatto tutti finora.
Kyutaro Horikita (堀北玖太郎?, Horikita Kyūtarō)
Alto, bruno e con la fissa del pulito, Kyutaro è il protagonista maschile della storia. Fin da bambino ha problemi nella comunicazione (anche se col passare degli anni è migliorato moltissimo) risultando spesso strano agli occhi degli altri bambini. Questo è dovuto alla rigida educazione con cui è stato cresciuto per diventare un bravo Ripulitore. L'unica vera amica che abbia mai avuto fu una certa "Fuyu-chan" che lui considera il suo primo ed unico vero amore. Più avanti nella storia si scoprirà che la misteriosa bambina non è altri che Fumi. All'inizio non è d'accordo sul prendere la compagna di classe come apprendista, ne di farla vivere a casa sua, ma cambierà idea dopo che Kitagawa gli racconterà della sua situazione familiare ed economica; a quel punto il ragazzo la aiuterà a farle passare la prova per diventare Ripulitrice di anime.

## Volumi

### QQ Sweeper
Il manga, scritto e disegnato da Kyōsuke Motomi, è stato serializzato sulla rivista Bessatsu Shōjo Comic di Shogakukan dal 13 marzo 2014 al 13 maggio 2015. I capitoli sono stati raccolti in 3 volumi tankōbon pubblicati dal 26 settembre 2014 al 24 luglio 2015.
In Italia la serie è stata pubblicata da Flashbook dal 30 maggio al 3 ottobre 2016. La traduzione dei testi e l'adattamento sono stati curati da Yaeka Yoshida, con l'adattamento grafico di Mario Mazzo, il lettering di Gaia Carbonchi (volumi 2 e 3) e la revisione di Laura Tanzini (volume 3).
| 1 | 26 settembre 2014        | ISBN 978-4-09-136316-9 | 30 maggio 2016 | ISBN 978-88-6169-580-1 |
| 1 | Capitoli - Pulizie 1-5   |                        |                |                        |
| 2 | 26 febbraio 2015         | ISBN 978-4-09-136819-5 | 2 agosto 2016  | ISBN 978-88-6169-581-8 |
| 2 | Capitoli - Pulizie 6-10  |                        |                |                        |
| 3 | 24 luglio 2015           | ISBN 978-4-09-137628-2 | 3 ottobre 2016 | ISBN 978-88-6169-582-5 |
| 3 | Capitoli - Pulizie 11-15 |                        |                |                        |

### Queen's Quality

Copertina del primo volume dell'edizione italiana di Queen's Quality, raffigurante la protagonista femminile Fumi

Un sequel, ad opera della stessa autrice, è stato serializzato sulla medesima rivista a partire 13 luglio 2015. La serie è entrata nel climax nell'ottobre 2024 e si è conclusa l'11 aprile 2025. I capitoli sono stati raccolti in 25 volumi tankōbon pubblicati dal 26 gennaio 2016 al 26 maggio 2025.
In Italia la serie viene pubblicata da Star Comics nella collana UP dal 4 gennaio 2019. La traduzione dei testi è curata da Rie Zushi, con l'adattamento di Cristina Riminucci e il lettering realizzato da Andrea Piras (volume 1), Federica Bellinato (volumi 2-3, 6 e 9), Alessandra Fregosi (volumi 4, 7-8) e Christian Biscaro (volume 5).
| 1  | 26 gennaio 2016            | ISBN 978-4-09-138280-1                                                      | 4 gennaio 2019   | ISBN 978-88-226-1211-3 |
| 1  | Capitoli - Episodi 1-5     |                                                                             |                  |                        |
| 2  | 24 giugno 2016             | ISBN 978-4-09-138378-5                                                      | 1º marzo 2019    | ISBN 978-88-226-1212-0 |
| 2  | Capitoli - Episodi 6-10    |                                                                             |                  |                        |
| 3  | 25 novembre 2016           | ISBN 978-4-09-138697-7                                                      | 1º maggio 2019   | ISBN 978-88-226-1397-4 |
| 3  | Capitoli - Episodi 11-15   |                                                                             |                  |                        |
| 4  | 24 marzo 2017              | ISBN 978-4-09-139169-8                                                      | 3 luglio 2019    | ISBN 978-88-226-1467-4 |
| 4  | Capitoli - Episodi 16-20   |                                                                             |                  |                        |
| 5  | 26 ottobre 2017            | ISBN 978-4-09-139716-4                                                      | 4 settembre 2019 | ISBN 978-88-226-1527-5 |
| 5  | Capitoli - Episodi 21-25   |                                                                             |                  |                        |
| 6  | 26 marzo 2018              | ISBN 978-4-09-139850-5                                                      | 1º novembre 2019 | ISBN 978-88-226-1561-9 |
| 6  | Capitoli - Episodi 26-30   |                                                                             |                  |                        |
| 7  | 24 agosto 2018             | ISBN 978-4-09-870138-4                                                      | 8 gennaio 2020   | ISBN 978-88-226-1648-7 |
| 7  | Capitoli - Episodi 31-35   |                                                                             |                  |                        |
| 8  | 26 febbraio 2019           | ISBN 978-4-09-870336-4                                                      | 4 marzo 2020     | ISBN 978-88-226-1709-5 |
| 8  | Capitoli - Episodi 36-40   |                                                                             |                  |                        |
| 9  | 26 giugno 2019             | ISBN 978-4-09-870448-4                                                      | 2 settembre 2020 | ISBN 978-88-226-1810-8 |
| 9  | Capitoli - Episodi 41-44   |                                                                             |                  |                        |
| 10 | 25 ottobre 2019            | ISBN 978-4-09-870632-7 (ed. regolare) ISBN 978-4-09-943055-9 (ed. limitata) | 4 novembre 2020  | ISBN 978-88-226-2025-5 |
| 10 | Capitoli - Episodi 44-48   |                                                                             |                  |                        |
| 11 | 26 febbraio 2020           | ISBN 978-4-09-870754-6 (ed. regolare) ISBN 978-4-09-943062-7 (ed. limitata) | 3 febbraio 2021  | ISBN 978-88-226-2140-5 |
| 11 | Capitoli - Episodi 49-52   |                                                                             |                  |                        |
| 12 | 26 agosto 2020             | ISBN 978-4-09-871061-4 (ed. regolare) ISBN 978-4-09-943071-9 (ed. limitata) | 31 marzo 2021    | ISBN 978-88-226-2178-8 |
| 12 | Capitoli - Episodi 53-57   |                                                                             |                  |                        |
| 13 | 25 dicembre 2020           | ISBN 978-4-09-871158-1                                                      | 1º giugno 2021   | ISBN 978-88-226-2328-7 |
| 13 | Capitoli - Episodi 58-61   |                                                                             |                  |                        |
| 14 | 26 aprile 2021             | ISBN 978-4-09-871302-8                                                      | 5 gennaio 2022   | ISBN 978-88-226-2923-4 |
| 14 | Capitoli - Episodi 62-65   |                                                                             |                  |                        |
| 15 | 24 settembre 2021          | ISBN 978-4-09-871395-0                                                      | 4 maggio 2022    | ISBN 978-88-226-3195-4 |
| 15 | Capitoli - Episodi 66-69   |                                                                             |                  |                        |
| 16 | 24 dicembre 2021           | ISBN 978-4-09-871552-7                                                      | 29 giugno 2022   | ISBN 978-88-226-3317-0 |
| 16 | Capitoli - Episodi 70-73   |                                                                             |                  |                        |
| 17 | 26 maggio 2022             | ISBN 978-4-09-871663-0                                                      | 31 agosto 2022   | ISBN 978-88-226-3491-7 |
| 17 | Capitoli - Episodi 74-77   |                                                                             |                  |                        |
| 18 | 26 settembre 2022          | ISBN 978-4-09-871704-0                                                      | 2 agosto 2023    | ISBN 978-88-226-4202-8 |
| 18 | Capitoli - Episodi 78-81   |                                                                             |                  |                        |
| 19 | 24 febbraio 2023           | ISBN 978-4-09-871868-9                                                      | 6 febbraio 2024  | ISBN 978-88-226-4515-9 |
| 19 | Capitoli - Episodi 82-85   |                                                                             |                  |                        |
| 20 | 26 giugno 2023             | ISBN 978-4-09-872098-9                                                      | 27 agosto 2024   | ISBN 978-88-226-5029-0 |
| 20 | Capitoli - Episodi 86-89   |                                                                             |                  |                        |
| 21 | 26 ottobre 2023            | ISBN 978-4-09-872366-9                                                      | 21 gennaio 2025  | ISBN 978-88-226-5395-6 |
| 21 | Capitoli - Episodi 90-93   |                                                                             |                  |                        |
| 22 | 26 marzo 2024              | ISBN 978-4-09-872491-8                                                      | 1º aprile 2025   | ISBN 978-88-226-5502-8 |
| 22 | Capitoli - Episodi 94-97   |                                                                             |                  |                        |
| 23 | 27 luglio 2024             | ISBN 978-4-09-872664-6                                                      | 1º luglio 2025   | ISBN 978-88-226-5827-2 |
| 23 | Capitoli - Episodi 98-101  |                                                                             |                  |                        |
| 24 | 25 dicembre 2024           | ISBN 978-4-09-872796-4                                                      | —                | —                      |
| 24 | Capitoli - Episodi 102-105 |                                                                             |                  |                        |
| 25 | 26 maggio 2025             | ISBN 978-4-09-873058-2 (ed. regolare) ISBN 978-4-09-943198-3 (ed. limitata) | —                | —                      |
| 25 | Capitoli - Episodio 106    |                                                                             |                  |                        |

## Accoglienza
Rebecca Silverman di Anime News Network recensì il primo volume di QQ Sweeper e gli assegnò come giudizio una B. La redattrice ha affermato che la serie "non fa molto per distinguersi o darci grandi sorprese, rimane comunque una lettura molto piacevole con l'umorismo e i piccoli elementi romantici che Motomi realizza così bene". Inoltre ha sostenuto che "sembra che Motomi non riesca a decidere quale personaggio scegliere per narrare il rispettivo punto di vista. Anche se non ci sono problemi nel manga per averne più di uno, qui i cambiamenti sembrano bruschi". Silverman fu positiva per quanto riguarda i disegni, commentando che "il tratto di Motomi è più raffinato che in Elettroshock Daisy pur mantenendo la sua nitidezza". Ha concluso la recensione trovando che la serie "non sia iniziata in modo sorprendente, ma rimane compatta e sembra che raggiungerà le solite vette di Motomi".